# Marc Lawrence (színművész)
Marc Lawrence (New York, 1910. február 17. – Palm Springs, Kalifornia, 2005. november 28.) amerikai karakterszínész, forgatókönyvíró, filmrendező. Bud Spencer és Terence Hill filmjeiben is játszott mint „főgonosz”.

## Fiatalkora
Max Goldsmith néven született New York-ban, 1910. február 17-én. Apja az oroszországi zsidó származású Israel Simon Goldsmith, anyja a lengyel zsidó származású Minerva Norma Goldsmith (lánykori nevén Sugarman) volt. Már az iskolában is játszott színpadon; később a New York-i City College-ben tanult.

## Színészi karrierje
Lawrence 1931-ben kezdte filmszínészi pályafutását, amikor a Columbia Pictures-hez szerződött. Himlőhelyes arca, New York-i utcai akcentusa és megjelenése miatt elsősorban gengsztereket és nehézfiúkat alakított. A McCarthy-érában az Amerika-ellenes tevékenységet vizsgáló bizottság elé került, ahol bevallotta, hogy korábban a kommunista párt tagja volt. Az Egyesült Államokban feketelistára került, ekkor Európában játszott filmszerepeket. McCarthy bukása után visszatért Amerikába. Két James Bond-filmben is játszott, az 1971-es Gyémántok az örökkévalóságnak-ban Sean Connery, az 1974-es Az aranypisztolyos férfi-ban pedig Roger Moore ellenfele volt.
Idős korában játszott a Star Trek: Az új nemzedék és a Star Trek: Deep Space Nine egy-egy epizódjában.
Utolsó szerepében a Bolondos dallamok – Újra bevetésen-ben az Acme Corporation alelnökét játszotta.

## Magánélete
1942-ben az odesszai születésű író és forgatókönyvíró Fanya Fosst vette feleségül, akitől két gyermeke született: Michael és Toni Lawrence. Ez a házassága 1995. december 12-én véget ért, amikor Fanya meghalt.
2003-ban azonban ismét megnősült és feleségül vette Alicia Lawrence-t, akivel mindössze 2 évig tartott a házassága.

## Halála
Lawrence 2005. november 28-án halt meg szívelégtelenségben, 95 éves korában. Sírja, a kaliforniai Westwood Village Memorial Park Temetőjében található.

## Filmszerepei
- White Woman (1933)
- Lady egy napra (Lady for a Day), (1933)
- A rend katonái (’G’ Men), 1935)
- Charlie Chan az operában (Charlie Chan at the Opera) (1936)
- Charlie Chan on Broadway (1937)
- The Spider’s Web  (1938 serial)
- Charlie Chan in Honolulu (1938)
- Sergeant Madden (1939)
- Blind Alley (1939)
- The Housekeeper's Daughter  (1939)
- Invisible Stripes  (1939)
- Szökevények (Dust Be My Destiny) (1939)
- Bűnhődés (Johnny Apollo) (1940)
- Love, Honor and Oh Baby! (1940)
- The Man Who Talked Too Much (1940)
- The Golden Fleecing (1940)
- Brigham Young (1940)
- The Great Profile (1940)
- Charlie Chan at the Wax Museum (1940)
- Tall, Dark and Handsome (1941)
- The Monster and the Girl  (1941)
- The Man Who Lost Himself (1941)
- Virágok a porban (Blossoms in the Dust), (1941)
- The Shepherd of the Hills (1941)
- Lady Scarface (1941)
- Szellemeknek áll a világ (Hold That Ghost, 1941)
- A Dangerous Game (1941)
- Sundown (1941)
- Public Enemies (1941)
- Nazi Agent (1942)
- Yokel Boy (1942)
- A merénylet (This Gun for Hire, 1942)
- Call of the Canyon (1942)
- ’Neath Brooklyn Bridge (1942)
- Calaboose (1943)
- Különös eset (The Ox-Bow Incident, 1943)
- A jég hátán is megélünk (Hit the Ice) (1940)
- Submarine Alert  (1943)
- Tampico (1944)
- Rainbow Island  (1944)
- A hercegnő és a kalóz (The Princess and the Pirate), 1944)
- Dillinger (1945)
- Flame of Barbary Coast (1945)
- Don’t Fence Me In (1945)
- Club Havana (1945)
- Life with Blondie (1945)
- Blonde Alibi (1946)
- The Virginian (1946)
- Inside Job (1946)
- Tőr és köpeny (Cloak and Dagger) (1946)
- Yankee Fakir (1947)
- Joe Palooka in the Knockout (1947)
- Unconquered (1947)
- Captain from Castile (1947)
- Magányos farkas (I Walk Alone, 1947)
- Key Largo (1948)
- Out of the Storm (1948)
- Jigsaw  (1949)
- Calamity Jane and Sam Bass (1949)
- Tough Assignment (1949)
- Black Hand (1950)
- Aszfaltdzsungel (The Asphalt Jungle, 1950)
- The Desert Hawk  (1950)
- Abbott és Costello az idegenlégióban (Abbott and Costello in the Foreign Legion, 1950)
- Hurricane Island (1951)
- My Favorite Spy (1951)
- Tormento del passato (1952)
- La tratta delle bianche (1952)
- I tre corsari (1952)
- Fratelli d’Italia (1952)
- Noi peccatori (1953)
- Legione straniera (1953)
- Il più comico spettacolo del mondo (1953)
- Vakáció a gengszterrel (Vacanze col gangster, 1954)
- Ballata tragica (1954)
- Jolanda la figlia del corsaro nero (1954)
- Luna nuova (1955)
- La catena dell’odio (1955)
- Suor Maria (1955)
- Szép Heléna (Helen of Troy) (1956)
- Playhouse 90 tv-sorozat, Days of Wine and Roses c. epizód (1958)
- Kill Her Gently (1957)
- The Untouchables tv-sorozat, 1959–1963
- The Detectives tv-sorozat, 1960-1962
- Johnny Cool (1963)
- Ki vagy, doki? tv-sorozat, Flight Through Eternity c. epizód, (1965).
- Sette monaci d’oro (1966)
- Due mafiosi contro Al Capone (1966)
- Johnny Tiger  (1966)
- Savage Pampas (1966)
- Rat Patrol, tv-sorozat, The Moment of Truce Raid c. epizód (1966)
- Du mou dans la gâchette (1967)
- Custer tábornok (Custer of the West, 1967)
- Eva, la Venere selvaggia (1968)
- Krakatau (Krakatoa, East of Java) (1969)
- Mannix (tv-sorozat, 1969–1974)
- Levél a Kremlbe (The Kremlin Letter, 1970)
- Bonanza, (tv-sorozat, 1 epizód, 1970)
- Gyémántok az örökkévalóságnak (Diamonds Are Forever, 1971)
- In Pursuit of Treasure (1972)
- Az aranypisztolyos férfi (The Man with the Golden Gun, 1974)
- Maraton életre-halálra (Marathon Man, 1976)
- A Piece of the Action  (1977)
- Óvakodj a törpétől (Foul Play, 1978)
- A rózsaszín párduc bosszúja (Revenge of the Pink Panther, 1978)
- Szajré-majré (Hot Stuff), 1979)
- Szuperzsaru (Poliziotto superpiù, 1980)
- Rabló-pandúr (Cane e gatto, 1982)
- Night Train to Terror (1985)
- A szupercsapat (The A-Team, tv-sorozat, 1986)
- A könnyed élet (The Big Easy) (1987)
- Vörös vér (Blood Red) (1989)
- Star Trek: Az új nemzedék (tv-sorozat, 1989)
- A donor (TV-film 1990)
- Ruby, a Kennedy-gyilkosság másik arca (Ruby) (1992)
- Rikkancsok (Newsies) (1992)
- Négy szoba (Four Rooms) (1995)
- Alkonyattól pirkadatig (From dusk till down) (1996)
- Gotti (1996)
- Vészhelyzet, Shades of Gray c. epizód (1998)
- Ítéletnap (End of Days (1999)
- Kikötői hírek (The Shipping News) (2001)
- Bolondos dallamok – Újra bevetésen (Looney Tunes: Back in Action) (2003)

## Fordítás
- Ez a szócikk részben vagy egészben  a   Marc Lawrence című angol Wikipédia-szócikk ezen változatának fordításán alapul.  Az eredeti cikk szerkesztőit annak laptörténete sorolja fel. Ez a jelzés csupán a megfogalmazás eredetét és a szerzői jogokat jelzi, nem szolgál a cikkben szereplő információk forrásmegjelöléseként.